# Chrysochroa ocellata
Chrysochroa ocellata es una especie de escarabajo barrenador metálico del género Chrysochroa, categorizada en la tribu Chrysochroini, de la subfamilia Chrysochroinae. Fue descrita científicamente por Fabricius en 1775.

## Distribución geográfica
Habita en la India.

## Subespecies
- Chrysochroa ocellata fulgens (DeGeer, 1778)[4]
- Chrysochroa ocellata ocellata (Fabricius, 1775)[4]